# TEENS+
TEENS+(ティーンズプラス)は、兵庫県姫路市のFM放送姫路シティFM21の自主製作番組であった。
毎週日曜日、午後1時00分から午後3時30分まで、イーグレ姫路地下2階から公開スタジオにて生放送で行われた。

## 概要
「姫路市、西播磨地域の頑張る10代を応援する教養バラエティー」として、2019年4月から放送開始。
パーソナリティーは、津田晴香。
西播磨の中学・高校・専門学校・短大・大学の部活動に訪問取材する、「いちばん星」午後2時00分～30分のコーナーや、「ベトナム語ラジオ講座」午後3時00分～05分の番組が途中で放送された。
2020年3月8日から5月31日までは、兵庫県において新型コロナウイルス感染拡大防止による緊急事態宣言が発表されたため、当局でも特別編成体制を実施し、姫路市外在住のパーソナリティの出勤を停止。
津田も該当するために、TEENS+の放送は休止された。
いちばん星は通常放送され、代役に番組ディレクターが司会進行を務めた。なお、緊急事態宣言解除後は、いちばん星は休止しているが、2020年12月20日放送分のみ15分体制で放送されたものの、TEENS＋内での放送はこれが最後となった。
2021年7月11日に放送100回目を迎えた。
2022年3月6日の放送日は、津田が『おおさかシネマフェスティバル2022』の新人女優賞を受け、会場のホテルエルセラーン大阪にて登壇するため当番組を欠席。代打に、以前映画で共演かつ当局パーソナリティのｍａｙｕ（まゆ）がオリジナルのコーナーを交えて放送を務めた。
2022年3月27日に放送133回目で最終回となった。
※津田は2022年4月から『夕方交差点GENKIもって来い!』木曜日のパーソナリティを担当することになり、後番組に『mayuのmayuペースラジオ♪』（生放送)が開始される事となった。

## コーナー
晴香とおしゃべりしませんか(午後1時45分頃～2時00分頃まで)
パーソナリティーの津田晴香が、日々の日常生活の出来事を番組ディレクターと会話する形式で行われる。津田自身から話を進行する時もあれば、リスナーからのメッセージで話題を繰り広げられる場合もあった。
月刊元町映画館(晴香とおしゃべりしませんかの同時間帯)
毎月第4日曜日に、神戸市元町商店街にある元町映画館のスタッフを電話出演でのゲストに迎え、お勧めの映画を紹介。津田が出演した映画が当映画館で上映され、スタッフと私的に交流を始めた事をきっかけにコーナーが設けられた。
晴香のイントロぽーん(午後2時00分～2時30分までの間に放送)
2020年6月7日放送分から開始。「いちばん星」が当面休止された代わりに始めた。津田と番組ディレクターが好きなアーティスト、KinKi KidsとPerfumeのイントロが流れて、いずれかのアーティストの楽曲名を津田が当てる内容となっていた。外れた場合は、罰ゲームがある。放送100回目の2021年7月11日は、記念企画としてこれまでの罰ゲームが放送された。